# Jakob Amman
Pour les articles homonymes, voir Amman (homonymie).
Jacob Amman ou Jakob Ammann, né le 12 février 1644 (?) à Erlenbach im Simmental, mort avant 1730 probablement à Zellwiller en Alsace, est l’un des principaux leaders du mouvement religieux anabaptiste et fondateur du mouvement amish qui s’est développé à Sainte-Marie-aux-Mines à partir de 1696 avant d'essaimer notamment en Amérique du Nord après l'arrêté d'expulsion des anabaptistes d'Alsace de 1712.

## Biographie

### Jeunesse et émigration
Jakob (ou Jacob) Amman serait né dans le canton de Berne. Sa date de naissance exacte n'est pas connue. Certains pensent qu'il a vu le jour le 12 février 1644. Il était le fils de Michael Amann et d'Anna Rupp. Il était sans doute tailleur comme son père. Avant 1693, il aurait vécu à Steffisburg ou dans les environs, son père faisant partie probablement déjà des anabaptistes d’Erlenbach. Dans le cadre d’une vaste émigration des anabaptistes du canton de Berne consécutive à une nouvelle vague de persécutions religieuses, il se réfugie en Alsace. À partir de 1696, il est installé à Sainte-Marie-aux-Mines et signe le 27 février une pétition auprès du prévôt contre l'obligation pour les anabaptistes de porter les armes ou même de participer aux affaires publiques,.

### Le schisme amish

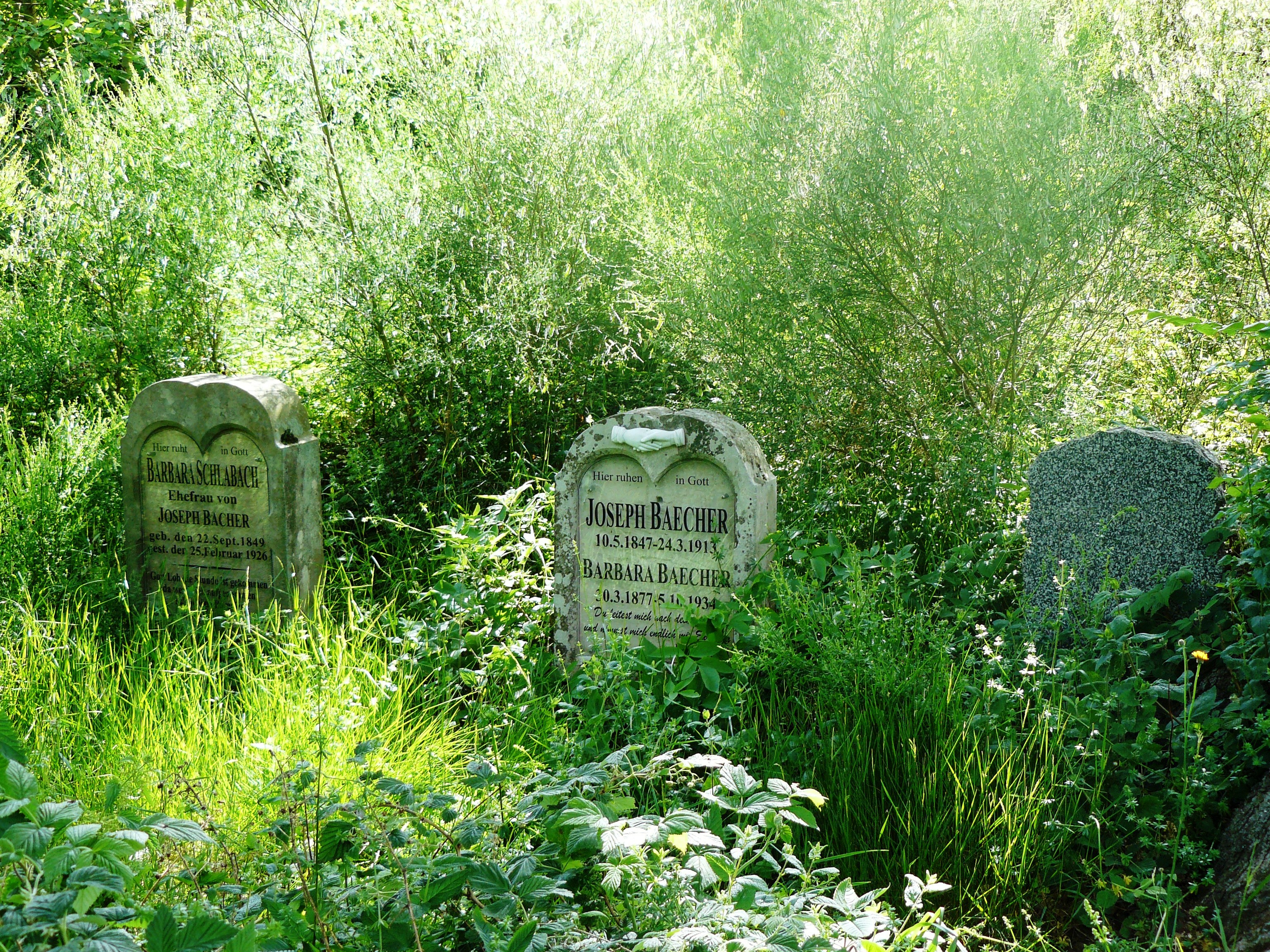
Ancien cimetière en friche des anabaptistes du Climont.

Avant de se rendre en Alsace, Jakob Amman avait été fortement influencé par les croyances des mennonites néerlandais qui avaient institué le lavement des pieds deux fois l’an dans le cadre de la cène, pratique alors abandonnée par la communauté suisse. Il avait également instauré l’obligation de la cène deux fois par an au lieu d’une fois, comme cela était la règle dans la communauté des anabaptistes suisses. En 1693, Jakob Amman affirme de fortes convictions sur la discipline dans l'Église et la pratique du lavement des pieds. Il parvint à transmettre ses convictions à son entourage, mais il se brouille à cette occasion avec Hans Reist et Benoît Schneider, autres chefs du mouvement anabaptiste suisse, sur ce qu'il considère comme un manquement de la discipline de l’ensemble de la congrégation mennonite. En 1693, après des désaccords entre Hans Reist et Jakob Amman, les disciples de ce dernier se séparent de la communauté des anabaptistes suisses et fondent un nouveau mouvement qui prendra le nom d'« Amish », dérivé du surnom familier de Jakob Amman. Le mouvement anabaptiste se sépare en deux composantes : les mennonites plutôt modernistes et intégrés, et les Amish, plus conservateurs. L'ensemble des mennonites alsaciens suit Jakob Amman et devient donc amish, à l'exception de communautés situées à l'extrême nord (Geisberg) ou à l'extrême sud de l'Alsace. C’est après son arrivée dans le Val de Lièpvre que le schisme du « Patriarche » fut consommé. Plus tard au cours de son existence, Jakob Amman est venu à regretter le schisme et a apparemment tenté de rapprocher les deux factions, sans succès.

### Itinéraire et mort de Jacob Amman
Ses compagnons du début, Hans Bachmann et Jacob Kleiner, se réfugièrent dans la plaine d'Alsace dans les domaines des seigneurs de Ribeaupierre qui les appréciaient. À la mort de Michel Amme, probablement le père de Jakob Amman, le village catholique de Heidolsheim refusa son inhumation car il était étranger et anabaptiste de surcroît ; sa dépouille fut transportée à Baldenheim, à cinq kilomètres. On peut donc penser qu'après la mort de son père, Jacob Amman se rendit à Sainte-Marie-aux-Mines où il se fixa dans le hameau de la Petite-Lièpvre et où il demeura jusqu'en 1712. Après le décret d’expulsion de Louis XIV en 1712, les Amish se dispersent dans toute l'Alsace, dans les principautés de Montbéliard et de Salm, en Lorraine et jusqu'aux Provinces-Unies. Jacob Amman reste sans doute en Alsace, mais on perd sa trace. La date de son décès n'est pas précisément établie. Son nom figure sur une liste datée de 1708 que les mennonites ont signée, à l'invitation des autorités d'Alsace. Un document de 1730 mentionne que le baptême de sa fille a eu lieu après sa mort. Ces deux dates de 1708 et 1730 encadrent donc celle de sa mort.

## Postérité
La décision de Louis XIV d'expulser des anabaptistes d'Alsace va en pousser une partie à émigrer jusqu'en Amérique du Nord où ils feront souche, sous le nom d'Amish puisque tel est le nom que se donne la fraction majoritaire des anabaptiste d'Alsace à cette époque.

### L'expulsion des anabaptistes d’Alsace
En 1712, M. de la Houssaye, intendant d'Alsace, reçut un ordre d’expulsion de Louis XIV qui demande le départ de tous les anabaptistes d’Alsace, et il écrivit le 9 septembre 1712 aux baillis de prévenir tous les anabaptistes vivant dans leurs bailliages. Mais l'ordre d'expulsion fut imparfaitement appliqué, notamment lorsque la crainte d'un manque à gagner poussait les seigneurs propriétaires de fermes confiées à des fermiers mennonites, en général excellents, à modérer la sévérité des ordres du roi. Parmi ces seigneurs désobéissants, on note les cas de l'évêque catholique de Saverne et du cardinal-évêque de Strasbourg, le prince Louis-René de Rohan ! Nombreux sont cependant les mennonites et les Amish qui passent dans des territoires non soumis au roi de France comme la principauté de Montbéliard ou le duché de Lorraine. Nombreux sont ceux aussi qui émigrent vers les Provinces-Unies où se trouve une importante et prospère communauté mennonite, puis, de là pour l'Amérique du Nord.

### Maintien de certains Amish en Alsace
Une partie des anabaptistes s'étant donc maintenus en Alsace, M. de Harlay, intendant lui aussi, demandait le 13 octobre 1727 aux baillis de lui envoyer un état précis de tous ceux qui résidaient encore dans leurs districts, en lui indiquant les occupations et les commerces qu’ils entretenaient. Ces états des anabaptistes d’Alsace furent adressés le 24 novembre 1727 à la cour par M. de Harlay et par le maréchal Du Bourg, commandant en chef d’Alsace. Le ministre et secrétaire d'État d'Angervilliers répondit le 7 juin 1728 au maréchal Du Bourg : « que sur le compte-rendu du roi, sa Majesté a bien voulu, quant à présent et pour ne point faire trop de peine à plusieurs personnes de considération auxquelles ils appartiennent, ne pas se porter à les faire chasser de province, comme la règle l’exige, à condition cependant que le nombre reste stable. Lorsque les enfants auront atteint l’âge de raison, les pères et mères sont tenus de les envoyer hors du royaume, sous peine pour ceux qui contreviennent aux règles, d'être chassés à leur tour ».
Malgré cela, les anabaptistes vont présenter un mémoire auprès du duc de Choiseul, ministre et secrétaire d'État, tendant à obtenir une dérogation pour l'Alsace et à être exemptés de la prestation du serment de justice dans sa forme ordinaire. Ce ministre renvoie ce mémoire à l'intendant de Blair le 6 avril 1766, avec une lettre dans laquelle il rejette la demande, arguant du fait que cette religion n'a pas fait partie des arrangements adoptés par les traités de Westphalie du 24 octobre 1648 qui rattachait l'Alsace à la France. Le duc de Choiseul écrivit le 9 septembre 1766 une seconde lettre, dans laquelle il dit que le roi, non seulement a rejeté la requête des anabaptistes d'Alsace, mais qu’il le charge de faire savoir que s'ils s'avisent de tenter pareilles démarches et de ne pas rester discrets, ils se mettraient dans le cas d'être expulsés du royaume.
Cette décision n'a cependant pas découragé certains anabaptistes, l'attachement à leur foi étant plus fort que leur soumission. Celle-ci ne leur permet en effet que de répondre oui sur le formulaire du serment proposé par le juge et leur défend de lever la main, parce qu’ils croient que ce serait provoquer Dieu, ce qui serait, selon eux, une très grande impiété. C'est en fonction de ce non-respect de la loi qu'un certain Jacques Frey, anabaptiste demeurant à Durrenentzen, refusa de prêter serment alors qu'il comparaissait devant le commissaire du Conseil Souverain d’Alsace pour déposer comme témoin dans une enquête. Un arrêt du procureur général du roi le condamna au bannissement perpétuel et à une amende de 10 livres. Le premier président ayant rendu compte de cet arrêt à M. le duc de Choiseul, celui répondit le 10 mars 1770 que Sa Majesté avait entièrement approuvé les motifs et les dispositions de l'arrêt rendu et qu’elle avait déclaré que son intention était que les anabaptistes ne pussent, sous quelque prétexte que ce fut, être dispensés de l'exécution des lois générales du royaume en matière de serment.
Les anabaptistes, dans les paroisses où ils se trouvent, doivent payer aux curés catholiques les droits de mariage, de sépulture, et autres dépenses incombant aux catholiques. Ainsi ils contribuent pour leur part aux frais de la paroisse, dont la répartition est faite à l’ensemble des paroissiens qui sont notamment : l'entretien de la tour, de la nef et du cimetière de l’église paroissiale. Ils sont aussi obligés en vertu d’un arrêt du Conseil souverain du 27 septembre 1747 de payer la rétribution que tous les paroissiens sont tenus de fournir au maître d’école, bien que les préceptes de leur religion ne leur permettent pas d'y envoyer leurs enfants.

### Nombre des anabaptistes en Alsace en 1685
Les lieux où ils étaient implantés et le nombre de ménages figurent dans le tableau ci-dessous. Après le schisme des Amish, la grande partie des anabaptistes d’Alsace se rangèrent sous la bannière de Jacob Amman.
| Ville ou village            | Feux ou ménages |                  |
| --------------------------- | --------------- | ---------------- |
| Artolsheim                  | 1               |                  |
| Baldenheim                  | 8               | lieu d’assemblée |
| Mussig                      | 4               |                  |
| Heidolsheim                 | 4               |                  |
| Bœsenbiesen (Bessenbiessen) | 2               |                  |
| Ohnenheim                   | 9               | lieu d’assemblée |
| Mackenheim (Maggenheim)     | 2               |                  |
| Elsenheim                   | 1               |                  |
| Grussenheim                 | 1               |                  |
| Jebsheim                    | 7               | lieu d’assemblée |
| Kunheim (Kuenenheim)        | 4               |                  |
| Wihr-au-Val                 | 3               |                  |
| Ostheim                     | 1               |                  |
| Dinsheim-sur-Bruche         | 4               |                  |
| Illhaeusern                 | 1               |                  |
| Sainte-Marie-aux-Mines      | 10              | lieu d’assemblée |
| Total                       | 62              |                  |

Il semble aussi qu'il y avait quelques anabaptistes à Neuf-Brisach et d’autres s'établirent au Climont où l’on peut encore apercevoir un ancien cimetière en friche où ils reposent à côté de tombes plus récentes.

### Disparition des Amish en France
Sous l'autorité d'un État centralisateur, perdant l'exclusivité de leur savoir-faire agricole, les communautés amish tendent à s'étioler tout au long du XIXe siècle, au cours duquel 14 communautés disparaissent en Alsace. En 1907, les Amish décident d'abandonner le terme « amish » et de le remplacer par « mennonite », afin de marquer leur union avec les autres mennonites et anabaptistes.

### Développement des communautés Amish en Amérique
Les émigrants amish passés par les Provinces-Unies sont reçus avec bienveillance en Pennsylvanie par le quaker William Penn, fondateur de cette colonie qui accueille toutes les religions pourvu qu'elles vivent en paix avec les autres. Là, soudés par la discipline très stricte imposée par Jakob Amann, et hors d'atteinte des interférences d'un État centralisateur et autoritaire, les communautés amish vont prospérer et graduellement s'étendre tout en conservant le mode de vie réglementé par chaque conseil des anciens. Leur nombre atteint en 2015 quelque 300 000 âmes et il est en constante augmentation.